# Gmina związkowa Altenahr
Gmina związkowa Altenahr (niem. Verbandsgemeinde Altenahr) – gmina związkowa w Niemczech, w kraju związkowym Nadrenia-Palatynat, w powiecie Ahrweiler. Siedziba gminy związkowej znajduje się w miejscowości Altenahr.

## Podział administracyjny
Gmina związkowa zrzesza dwanaście gmin wiejskich:
1. Ahrbrück
2. Altenahr
3. Berg
4. Dernau
5. Heckenbach
6. Hönningen
7. Kalenborn
8. Kesseling
9. Kirchsahr
10. Lind
11. Mayschoß
12. Rech